# Casio PB-700
Casio PB-700 (PB-700) је био џепни рачунар, производ фирме Касио (Casio) који је почео да се израђује у Јапану током 1983. године.
Користио је 8-битни посебни ASIC као централни микропроцесор а RAM меморија рачунара PB-700 је имала капацитет од 4k (2,7k слободно за корисника), прошириво до 16k са 4k меморијским додацима (OR4). 

## Детаљни подаци
Детаљнији подаци о рачунару PB-700 су дати у табели испод.
|                       |                                                                                    |
| [ 1 ]                 |                                                                                    |
| Произвођач            | Касио                                                                              |
| Тип                   | џепни рачунар                                                                      |
| Меморија              | 4k (2,7k слободно за корисника), прошириво до 16k са 4k меморијским додацима (OR4) |
| Поријекло             | Јапан                                                                              |
| Година                | 1983                                                                               |
| Тастатура             | QWERTY калкулаторски тип, са нумеричком тастатуром                                 |
| Процесор              | 8-битни посебни                                                                    |
| Фреквенција процесора |                                                                                    |
| RAM                   | 4k (2,7k слободно за корисника), прошириво до 16k са 4k меморијским додацима (OR4) |
| ROM                   | 32k                                                                                |
| Текст                 | 20 x 4                                                                             |
| Графика               | 160 x 32                                                                           |
| Боја                  | Црно-бијело, монитор са текућим кристалом                                          |
| Звук                  | мали звучник                                                                       |
| Димензије             | 200 x 88 x 23 / 315 g                                                              |
| Портови               |                                                                                    |
| Оперативни систем     |                                                                                    |